# Johann Dürr (Politiker)

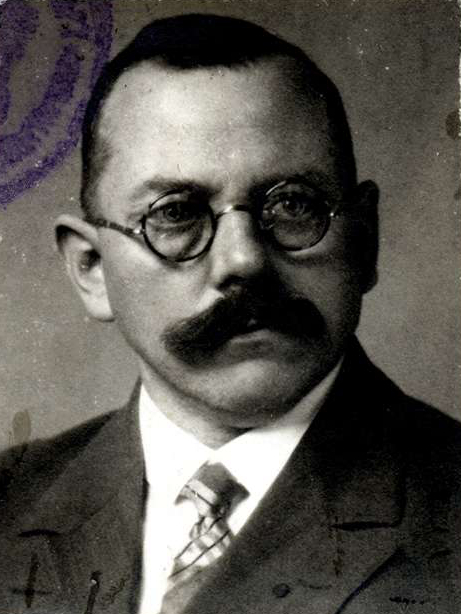
Johann Dürr

Johann (Hans) Gustav Dürr (* 28. März 1880 in Mainbernheim; † 18. Juli 1952 in Lahr) war ein deutscher Buchbinder, Gewerkschafter und Politiker (SPD).

## Beruf
Nach dem Besuch der Volksschule in Hohenfeld machte Johann Dürr eine Lehre als Buchbinder. Von 1901 bis 1907 war er Vorsitzender der Filiale Fürth und des Gauvorstandes Nordbayern des Buchbinderverbandes, 1908 bis 1914 Vorsitzender der Filiale in Stuttgart. 1914 bis 1933 war er hauptamtlicher Bezirksleiter des Buchbinderverbandes für Baden mit Sitz in Lahr. Nach der Machtübernahme durch die Nationalsozialisten wurde Johann Dürr 1933 verhaftet und bis 1935 eingesperrt. 1944 wurde er erneut verhaftet und war von August 1944 bis Oktober 1944 im KZ Dachau interniert. Nach dem Krieg fungierte er von 1945 bis 1949 als Geschäftsführer der SPD in Lahr.

## Politik
Nach einer erfolglosen Reichstagkandidatur 1919 wurde er 1929 in den Badischen Landtag gewählt, dem er bis 1933 angehörte.